# 野荸荠
野荸荠（学名：Heleocharis plantagineiformis）为莎草科荸荠属的植物。分布在中国大陆的福建等地，生长于海拔200米至600米的地区，见于水边，目前尚未由人工引种栽培。